# Tanaeang (Onotoa)
Tanaeang ist ein Ort im südlichen Teil des pazifischen Archipels der Gilbertinseln nahe dem Äquator im Staat Kiribati mit einer Landfläche von 0,1 km². 2020 wurden 174 Einwohner gezählt.

## Geographie
Der Ort liegt im Nordwesten der Insel Tanyah im Atoll Onotoa. Im Ort gibt es das Tanaeang Maneaba, ein traditionelles Versammlungshaus. Nördlich des Ortes liegt der Flugplatz Onotoa (OOT, NGON) am Übergang zur Nachbarinsel Temuah. Im Südosten schließt sich der Hauptort Buariki an.

## Klima
Das Klima ist tropisch heiß, wird jedoch von ständig wehenden Winden gemäßigt. Ebenso wie die anderen Orte der südlichen Gilbertinseln wird Tanaeang gelegentlich von Zyklonen heimgesucht.